# Keele River
Keele River är ett vattendrag i Kanada.   Det ligger i territoriet Northwest Territories, i den centrala delen av landet, 3 600 km nordväst om huvudstaden Ottawa.
Trakten runt Keele River är nära nog obefolkad, med mindre än två invånare per kvadratkilometer.